# Кипнук (аэропорт)
Аэропорт Кипнук (англ. Kipnuk Airport), (ИАТА: KPN, ИКАО: PAKI, FAA LID: IIK) — государственный гражданский аэропорт, расположенный в районе Кипнук (Аляска), США.

## Операционная деятельность
Аэропорт Кипнук расположен на высоте трёх метров над уровнем моря и эксплуатирует одну взлётно-посадочную полосу:
- 15/33 размерами 646 x 11 метров с гравийным покрытием.